# Naoya Kikuchi (hockeista su ghiaccio)
Naoya Kikuchi (23 agosto 1975) è un allenatore di hockey su ghiaccio ed ex hockeista su ghiaccio giapponese.

## Carriera
Nella sua carriera ha giocato con Seibu Tokyo, Kokudo Ice Hockey Club (poi divenuti Seibu Prince Rabbits) e Nikko Icebuks, squadra in cui milita dal 2009. Ha vestito anche la maglia della nazionale, tra l'altro anche in due edizioni dei mondiali (2002 e 2003), due tornei di qualificazione olimpica (2005 e 2009) ed un'edizione dei giochi asiatici invernali (2007).

## Statistiche
Statistiche aggiornate a luglio 2011.

### Club
| Stagione  | Squadra              | Stagione regolare | Stagione regolare | Stagione regolare | Stagione regolare | Playoff | Playoff | Playoff |
| Stagione  | Squadra              | Lega              | P                 | GAA               | SVS%              | P       | GAA     | SVS%    |
| --------- | -------------------- | ----------------- | ----------------- | ----------------- | ----------------- | ------- | ------- | ------- |
| 1998-1999 | Seibu Bears Tokyo    | Japan             | 1                 | 0                 | 1                 |         |         |         |
| 2001-2002 | Seibu Bears Tokyo    | Japan             | 35                | 2.68              | 0.903             |         |         |         |
| 2002-2003 | Seibu Bears Tokyo    | Japan             | -                 | -                 | -                 |         |         |         |
| 2003-2004 | Kokudo               | Asia League       | 7                 | 2.55              | 0.908             |         |         |         |
| 2004-2005 | Kokudo               | Asia League       | 34                | 2.03              | 0.92              |         |         |         |
| 2005-2006 | Kokudo               | Asia League       | 36                | 2.11              | 0.929             |         |         |         |
| 2006-2007 | Seibu Prince Rabbits | Asia League       | 30                | 2                 | 0.937             |         |         |         |
| 2007-2008 | Seibu Prince Rabbits | Asia League       | 29                | 2.37              | 0.92              |         |         |         |
| 2008-2009 | Seibu Prince Rabbits | Asia League       | 32                | 2.85              | 0.905             | 11      | 0       | 1       |
| 2009-2010 | Nikko Icebucks       | Asia League       | 32                | 3.1               | 0.908             |         |         |         |
| 2010-2011 | Nikko Icebucks       | Asia League       | 7                 | 3.34              | 0.916             |         |         |         |

### Nazionale
| Stagione  | Livello | Risultati    | Risultati | Risultati | Risultati |
| Stagione  | Livello | Competizione | P         | GAA       | SVS%      |
| --------- | ------- | ------------ | --------- | --------- | --------- |
| 2001-2002 | Japan   | WC           | 4         | 5.53      | 0.855     |
| 2002-2003 | Japan   | WC           | 0         | -         | -         |
| 2004-2005 | Japan   | WC D1        | 4         | 2.27      | 0.895     |
| 2005-2006 | Japan   | WC D1        | 3         | 3         | 0.889     |
| 2006-2007 | Japan   | WC D1        | 3         | 5.16      | 0.84      |
| 2007-2008 | Japan   | WC D1        | 2         | 1.5       | 0.925     |

## Palmarès

### Nazionale
- Campionato del mondo di hockey su ghiaccio - Prima Divisione: 3 terzi posti

 Giappone: 2006, 2007, 2008